# Garancine
Garancine is een geconcentreerd pigment uit de meekrapwortel. Garancine is de Franse naam voor de plant  meekrap (Rubia tinctorum). 
De meekrapwortel leverde al geruime tijd een belangrijke kleurstof voor de textielindustrie. De rode kleurstof werd verkregen door verwerking in meekrapstoof. Reeds in 1826 werd de werkzame kleurstof, alizarine, ontdekt door de Fransen Jean-Pierre Robiquet en Jean-Jacques Colin. Op basis hiervan werd in 1828 octrooi verleend op een proces waarbij men een 3 tot 3,5 maal sterkere kleurstof uit meekrapwortel kon verkrijgen, die bovendien constanter van kwaliteit was. Dit werd garancine genoemd. De kleurkracht van 1 kg alizarine kwam overeen met die van 35 kg garancine, ofwel 100 kg meekrap. Alizarine was moeilijk uit meekrap te vervaardigen, maar garancineproductie bleek mogelijk. Het Franse product beconcurreerde de Nederlandse meekrapteelt, die geconcentreerd was op de Zuid-Hollandse en Zeeuwse eilanden.

## Proces
Het meekrappoeder werd gekookt met water en geconcentreerd zwavelzuur. Per 100 kg meekrap was 20 tot 50 kg geconcentreerd zwavelzuur nodig. De te verwijderen bestanddelen losten in het zuur op en het geheel werd gefiltreerd door wollen doeken. Het residu bevatte de garancine. Dit werd met water uitgewassen om het zuur te verwijderen. Hierna werd het gedroogd, eerst via persen, daarna in de droogkamer (eest) met behulp van hitte. Uiteindelijk werd het poeder gezuiverd.
Het afgewerkte zwavelzuur werd geloosd op het oppervlaktewater. Soms werd, ter neutralisatie, krijt toegevoegd. De emissie van zwavelwaterstof in de stilstaande wateren vormde een ernstig milieuprobleem.
Aangezien er een verhoogde vraag naar geconcentreerd zwavelzuur ontstond werden speciaal voor dit doel zwavelzuurfabrieken opgericht, zoals die van Wolvekamp & De Bruyn (1854) te Rotterdam.

## Garancinefabrieken
De eerste Nederlandse garancinefabriek verscheen in 1846. Dit was P. Ouwerkerk & Comp. te Rotterdam, welke ook een stoommachine bezat. De tweede werd in 1847 te Zierikzee gesticht door Johan Hendrik Ochtman, een apotheker.
| naam                                         | plaats                 | start | sluiting |
| -------------------------------------------- | ---------------------- | ----- | -------- |
| Ouwerkerk & Comp.                            | Rotterdam              | 1846  | 1853     |
| Ochtman, Van der Vliet & Comp.               | Zierikzee              | 1847  | 1880     |
| Middelburgse garancinefabriek                | Middelburg             | 1850  | 1865     |
| Gebr. Van Weel & Comp.                       | Dirksland              | 1851  | 1855     |
| Rotterdamse Garancinefabriek                 | Rotterdam              | 1851  | 1875     |
| Mendel, Bour & Co.                           | Amsterdam              | 1851  | 1875     |
| A. en W. Holleman                            | Oisterwijk             | 1852  | 1875     |
| C.A. van Renterghem & Co.                    | Goes                   | 1852  | 1861     |
| Tielsche Garancine- en Meekrapfabriek        | Tiel                   | 1853  | 1878     |
| Vermeulen, Boudier & Co.                     | Steenbergen            | 1853  | 1873     |
| Zeeuwsche Maatschappij voor Meekrapbereiding | Wilhelminapolder       | 1855  | 1866     |
| Kerdijk & Pincoffs                           | Puttershoek            | 1855  | 1856     |
| A. van der Werk c.s.                         | Zevenbergen            | 1858  | 1863     |
| A. van der Werk c.s.                         | Vlaardingen            | 1863  | 1877     |
| Salomonson & Co.                             | Capelle aan den IJssel | 1859  | 1876     |
| Verhagen & Co.                               | Goes                   | 1859  | 1871     |
| Fransen van de Putte & Co.                   | Goes                   | 1861  | 1877     |
| Robert Twiss & Zn.                           | Rotterdam              | 1861  | 1873     |

## Het einde
In 1868 werd door Carl Graebe en Carl Liebermann ontdekt hoe men op synthetische wijze de belangrijkste werkzwame kleurstof uit meekrap, alizarine, uit antraceen (een bestanddeel van steenkoolteer) kon vervaardigen. Tussen 1872 en 1877 daalde de prijs van alizarine en geleidelijk aan sloten de garancinefabrieken.